# Nevado de Cachi
Nevado de Cachi ist ein Bergkomplex im nördlichen Teil Argentiniens mit einer Höhe von 6380 Meter.

## Geographie und Klima
Der Nevado de Cachi liegt am Ostabhang der Anden, im Valles Calchaquíes in der Provinz Salta. Die nächste Siedlung ist das kleine Dorf Cachi. Der Komplex umfasst mehrere Gipfel, der höchste ist 6380 Meter hoch. Das Klima im Nordwesten Argentiniens ähnelt stark dem bolivianischen Klima. Während die Sommer oft trocken sind, kann es in den Wintermonaten zu intensiven Regen- und Schneefällen kommen.

## Name
Der Name geht auf das Wort Kak-chi zurück, welches in der ausgestorbenen Andensprache Cacán so viel wie „Stiller Stein“ bedeutet.

## Besteigung
Jährlich finden nicht mehr als ein paar Wanderungen zum Hauptgipfel statt. Die Erstbesteigung fand im Jahre 1950 durch Arne Hoygaard, Olivero Pelicelli und Pedro Di Pasquo statt. Die Routen sind auch für Anfänger begehbar, allerdings sollte der Aufstieg aufgrund von starken Wind, herunterrollenden Felsen und ganzjährigem Schnee ab einer Höhe von 3800 Meter nicht unterschätzt werden.

## Hotels und Gastronomie
Direkt am Berg gibt es keine Möglichkeiten zur Übernachtung, allerdings finden sich im Dorf Cachi mehrere Unterkünfte, Restaurants und Bars.